# 丁鱥級潛艇
丁鱥级潜艇（英語：Tench-class submarine），是美国海军于1944至1951年间建造的一型潜艇，为前型貓鯊級和巴劳鱵级的改进型。比巴劳鱵级略大35至40吨，艇体强度增加。内部布局进行了少许调整，一个压载水舱被改为燃料舱，使航程从11,000海里提高到16,000海里。最初计划建造80艘，但后来发现不需要如此之多的潜艇对付日本，1944年和1945年取消了51艘的建造计划，最终建造了29艘该型潜艇，于1944年至1951年间入役。1975年，最后一艘丁鱥级潜艇AGSS-419虎鲨号从美国海军退役。

## 设计
丁鱥级潜艇的动力系统布局与最后几艘巴劳鱵级类似，使用四台费尔班克斯-莫尔斯两冲程柴油引擎（仅SS-435平鲉号使用易安迪柴油引擎），以及两台低速直驅式电动机，两轴推进。直驅式比前级使用的减速齿轮式更为安静，此外由于传动装置易遭深水炸弹损坏，采用直驅式也提高了可靠性。使用两组126单元铅酸电池提供潜航电力。
潜艇的压载水舱进行了重新布置。前型潜艇中的1号和7号压载水舱通过通风立管连接。这些管道在遭遇深水炸弹攻击时有可能破裂导致艇内灾难性的进水。丁鱥级调整了1号压载水舱的位置，并将多余的7号压载水舱转换为燃料舱以增加航程，从而取消了此两处通风立管带的安全隐患。压载水舱重新布置的另一个好处是前部鱼雷室可以额外携带4枚鱼雷，使鱼雷总数达到28枚。
此外还配备了甲板炮以应对太平洋战场上诸如舢舨之类的低价值目标。大多数丁鱥级潜艇都装备了一门127毫米/25口径甲板炮，部分潜艇还装备了两门。此外还通常配备一门波佛斯40公釐高射砲和一门双联装厄利孔20毫米机炮用于防空。

## 改装
二战结束后，美国海军潜艇不再拥有可匹敌的对手。此外，德国的XXI級潛艇拥有更佳的设计，丁鱥級潛艇尽管刚刚建造，与XXI級潛艇相比已经显得过时。于是美国海军开始实施水下推進能力改進計畫（简称GUPPY），利用对德国潜艇逆向工程得到的成果，对现有的多型潜艇进行改装升级，以提高潜艇的潜航速度、机动性和续航能力。
一共有16艘丁鱥級潛艇接受了GUPPY改装。由于GUPPY改装成本较多，对另外8艘丁鱥級潛艇进行了较为简易的“舰队浮潜”（Fleet Snorkel Program）改装。各潜艇得到的改装升级不尽相同，按时间先后排序的升级计划为：GUPPY I、GUPPY II、GUPPY IA、舰队浮潜、GUPPY IIA、GUPPY IB、GUPPY III。丁鱥級的GUPPY改装通常包括将原有的两组Sargo电池（每组126单元）替换成4组更紧凑的Guppy或者Sargo二型电池，使得潜艇的电池单元总数从252个翻倍到504个。原型Sargo电池每5年更换一次，升级后的电池需要每18个月更换一次。加装了通氣管，改进为流线型的船头和翼面。电动机升级为直驅式双电枢型，电气和空调系统进行了现代化改装。此外还升级了声纳、火控系统和电战支援系统。

## 作战历史
该型舰艇在二战时期和二战结束后共建成29艘，其中11艘在二战结束后入役。二战中该型潜艇没有一艘损失，主要任务为攻击日本的商船队和在日本本岛及冲绳营救落海飞行员。
二战结束后，经过GUPPY改装后，有14艘该型潜艇转移至外国海军。包括土耳其2艘，希腊1艘，意大利2艘，巴基斯坦1艘，加拿大1艘，巴西4艘，委内瑞拉1艘，秘鲁1艘，台湾1艘。
惡魔魚號后转移给巴基斯坦海军，改名为“加齐号”，后在第三次印巴战争中因不明原因沉没。

## 同级潜艇
| 潜艇名                 | 舷号            | 建造者             | 下水               | 入役/再入役     | 除役            | 结局                                                                     |
| 丁鱥號 Tench           | SS-417          | 朴茨茅斯海军造船厂 | 1944年 7月7日      | 1944年 10月6日  | 1947年 1月      | 1976年出售给秘鲁海军                                                     |
| 丁鱥號 Tench           | SS-417          | 朴茨茅斯海军造船厂 | 1944年 7月7日      | 1950年 10月     | 1970 5月8日     | 1976年出售给秘鲁海军                                                     |
| 背棘鯊號 Thornback     | SS-418          | 朴茨茅斯海军造船厂 | 1944年 7月7日      | 1944年 10月13日 | 1946年 4月6日   | 1971年出售给土耳其海军，2000年退役，现在伊斯坦布尔Rahmi M. Koç博物馆展示 |
| 背棘鯊號 Thornback     | SS-418          | 朴茨茅斯海军造船厂 | 1944年 7月7日      | 1953年 10月2日  | 1971年 7月1日   | 1971年出售给土耳其海军，2000年退役，现在伊斯坦布尔Rahmi M. Koç博物馆展示 |
| 賽虎鯊號 Tigrone       | SS-419          | 朴茨茅斯海军造船厂 | 1944年 7月20日     | 1944年 10月25日 | 1946年 3月30日  | 1976年作为靶船击沉                                                       |
| 賽虎鯊號 Tigrone       | SS-419          | 朴茨茅斯海军造船厂 | 1944年 7月20日     | 1948年 11月1日  | 1957年 11月1日  | 1976年作为靶船击沉                                                       |
| 賽虎鯊號 Tigrone       | SS-419          | 朴茨茅斯海军造船厂 | 1944年 7月20日     | 1962年 3月10日  | 1975年 6月27日  | 1976年作为靶船击沉                                                       |
| 尖額帶魚號 Tirante     | SS-420          | 朴茨茅斯海军造船厂 | 1944年 8月9日      | 1944年 11月6日  | 1946年 7月20日  | 1974年出售报废                                                           |
| 尖額帶魚號 Tirante     | SS-420          | 朴茨茅斯海军造船厂 | 1944年 8月9日      | 1952年 11月26日 | 1973年 10月1日  | 1974年出售报废                                                           |
| 特魯塔鱒號 Trutta      | SS-421          | 朴茨茅斯海军造船厂 | 1944年 8月18日     | 1944年 11月16日 | 1946年 3月      | 1972年出售给土耳其海军，1999年退役                                       |
| 特魯塔鱒號 Trutta      | SS-421          | 朴茨茅斯海军造船厂 | 1944年 8月18日     | 1951年 3月1日   | 1952年 5月14日  | 1972年出售给土耳其海军，1999年退役                                       |
| 特魯塔鱒號 Trutta      | SS-421          | 朴茨茅斯海军造船厂 | 1944年 8月18日     | 1953年 1月2日   | 1972年 7月1日   | 1972年出售给土耳其海军，1999年退役                                       |
| 托羅魚號 Toro          | SS-422          | 朴茨茅斯海军造船厂 | 1944年 8月23日     | 1944年 12月8日  | 1946年 2月2日   | 1965年出售报废                                                           |
| 托羅魚號 Toro          | SS-422          | 朴茨茅斯海军造船厂 | 1944年 8月23日     | 1947年 5月13日  | 1963年 3月11日  | 1965年出售报废                                                           |
| 大西洋鱈號 Torsk       | SS-423          | 朴茨茅斯海军造船厂 | 1944年 9月6日      | 1944年 12月16日 | 1968年 3月4日   | 退役后在巴爾的摩作博物馆船展示                                           |
| 大西洋鱈號 Torsk       | SS-423          | 朴茨茅斯海军造船厂 | 1944年 9月6日      | 1968年 3月4日   | 1971年 12月15日 | 退役后在巴爾的摩作博物馆船展示                                           |
| 似鯉亞口魚號 Quillback | SS-424          | 朴茨茅斯海军造船厂 | 1944年 10月1日     | 1944年 12月29日 | 1952年 4月      | 1974年出售报废                                                           |
| 似鯉亞口魚號 Quillback | SS-424          | 朴茨茅斯海军造船厂 | 1944年 10月1日     | 1953年 2月27日  | 1973年 3月23日  | 1974年出售报废                                                           |
| 平鮋號 Corsair         | SS-435          | 通用动力电船       | 1946年 5月3日      | 1946年 11月8日  | 1963年 2月1日   | 1963年出售报废                                                           |
| 一角鯨號 Unicorn       | SS-436          | 通用动力电船       | 1946年 8月1日      | 不適用          | 不適用          | 1946年置于后备舰队，1959年出售报废                                       |
| 海象號 Walrus          | SS-437          | 通用动力电船       | Sep 1946年 9月20日 | 不適用          | 不適用          | 1946年置于后备舰队，1959年出售报废                                       |
| 船蛸號 Argonaut        | SS-475          | 朴茨茅斯海军造船厂 | 1944年 10月1日     | 1945年 1月15日  | 1968年 12月2日  | 1968年出售给加拿大皇家海军，名为虹鱒號，1977年出售报废                   |
| 金鰺號 Runner          | SS-476          | 朴茨茅斯海军造船厂 | 17 Oct 1944        | 1945年 2月6日   | 1970年 6月29日  | 1973年出售报废                                                           |
| 金鰺號 Runner          | SS-476          | 朴茨茅斯海军造船厂 | 17 Oct 1944        | 1970年 6月29日  | 1971年 12月15日 | 1973年出售报废                                                           |
| 康吉鰻號 Conger        | SS-477          | 朴茨茅斯海军造船厂 | 17 Oct 1944        | 1945年 2月14日  | 1963年 7月29日  | 1964年出售报废                                                           |
| 帶魚號 Cutlass         | SS-478          | 朴茨茅斯海军造船厂 | 1944年 11月5日     | 1945年 3月17日  | 1973年 4月12日  | 1973年出售给中华民国海军，名为海獅號                                     |
| 惡魔魚號 Diablo        | SS-479          | 朴茨茅斯海军造船厂 | 1944年 12月1日     | 1945年 3月31日  | 1964年 6月1日   | 1964年转移给巴基斯坦海军，名为加齐号，1971年在第三次印巴战争中沉没       |
| 高體鰤號 Medregal      | SS-480          | 朴茨茅斯海军造船厂 | 1944年 12月15日    | 1945年 4月14日  | 1970年 8月1日   | 1972年出售报废                                                           |
| 鮫魚號 Requin          | SS-481          | 朴茨茅斯海军造船厂 | 1945年 1月1日      | 1945年 4月28日  | 1968年 12月2日  | 在匹兹堡作为博物馆船展示                                                 |
| 鮫魚號 Requin          | SS-481          | 朴茨茅斯海军造船厂 | 1945年 1月1日      | 1968年 12月2日  | 1971年 12月20日 | 在匹兹堡作为博物馆船展示                                                 |
| 紡綞鰤號 Irex          | SS-482          | 朴茨茅斯海军造船厂 | 1945年 1月26日     | 1945年 5月14日  | 1969年 11月17日 | 1971年出售报废                                                           |
| 豹海豹號 Sea Leopard   | SS-483          | 朴茨茅斯海军造船厂 | 1945年 3月2日      | 1945年 6月11日  | 1973年 3月27日  | 1973年出售给巴西海军，名为巴伊亞號，1998年出售报废                       |
| 岩鱚號 Odax            | SS-484          | 朴茨茅斯海军造船厂 | 1945年 4月10日     | 1945年 7月11日  | 1972年 7月8日   | 1972年出售给巴西海军，名为里約熱內盧號，1981年出售报废                   |
| 瓢鰕虎魚號 Sirago      | SS-485          | 朴茨茅斯海军造船厂 | 1945年 5月11日     | 1945年 8月13日  | 1972年 6月1日   | 1973年出售报废                                                           |
| 波莫登魚號 Pomodon     | SS-486          | 朴茨茅斯海军造船厂 | 1945年 6月12日     | 1945年 9月11日  | 1955年 4月1日   | 1972年出售报废                                                           |
| 波莫登魚號 Pomodon     | SS-486          | 朴茨茅斯海军造船厂 | 1945年 6月12日     | 1955年 7月2日   | 1970年 8月1日   | 1972年出售报废                                                           |
| 鮣魚號 Remora          | SS-487          | 朴茨茅斯海军造船厂 | 1945年 7月12日     | 1946年 1月3日   | 1973年 10月29日 | 1973年出售给希腊海军，名为卡特索尼斯號，1993年退役                       |
| 薩爾達狐鰹號 Sarda     | SS-488          | 朴茨茅斯海军造船厂 | 1945年 8月24日     | 1946年 4月19日  | 1964年 6月1日   | 1965年出售报废                                                           |
| 黑腹烏鯊號 Spinax      | SS-489          | 朴茨茅斯海军造船厂 | 1945年 11月20日    | 1946年 9月20日  | 1969年 10月11日 | 1972年出售报废                                                           |
| 伏拉多魚號 Volador     | SS-490          | 朴茨茅斯海军造船厂 | 1948年 5月21日     | 1948年 10月1日  | 1972年 8月18日  | 1972年转移给意大利海军，名为基安法蘭高·加扎納-普里亞羅賈號，1981年除籍   |
| 鯧鰺號 Pompano         | SS-491          | 朴茨茅斯海军造船厂 | 不適用             | 不適用          | 不適用          | 取消建造                                                                 |
| 茴魚號 Grayling        | SS-492          | 朴茨茅斯海军造船厂 | 不適用             | 不適用          | 不適用          | 取消建造                                                                 |
| 頜針魚號 Needlefish    | SS-493          | 朴茨茅斯海军造船厂 | 不適用             | 不適用          | 不適用          | 取消建造                                                                 |
| 杜父魚號 Sculpin       | SS-494          | 朴茨茅斯海军造船厂 | 不適用             | 不適用          | 不適用          | 取消建造                                                                 |
| 不適用                 | SS-495 – SS-515 | 朴茨茅斯海军造船厂 | 不適用             | 不適用          | 不適用          | 取消建造                                                                 |
| 棘鰆號 Wahoo           | SS-516          | 加州马雷岛造船厂   | 不適用             | 不適用          | 不適用          | 取消建造                                                                 |
| 不適用                 | SS-517          | 加州马雷岛造船厂   | 不適用             | 不適用          | 不適用          | 取消建造                                                                 |
| 棘鰆號 Wahoo           | SS-518          | 加州马雷岛造船厂   | 不適用             | 不適用          | 不適用          | 取消建造                                                                 |
| 不適用                 | SS-519 – SS-521 | 加州马雷岛造船厂   | 不適用             | 不適用          | 不適用          | 取消建造                                                                 |
| 鰤魚號 Amberjack       | SS-522          | 波士顿海军造船厂   | 1944年 12月15日    | 1946年 3月4日   | 1973年 10月17日 | 1973年出售给巴西海军，名为塞阿臘號                                       |
| 虎鯨號 Grampus         | SS-523          | 波士顿海军造船厂   | 1944年 12月15日    | 1949年 10月26日 | 1972年 5月13日  | 1972年出售给巴西海军，名为南大河號，1981年出售报废                       |
| 狗魚號 Pickerel        | SS-524          | 波士顿海军造船厂   | 1944年 12月15日    | 1949年 4月4日   | 1972年 8月18日  | 1972年转移给意大利海军，名为普里莫·隆戈巴爾多號，1981年出售报废          |
| 鼠尾鱈號 Grenadier     | SS-525          | 波士顿海军造船厂   | 1944年 12月15日    | 1951年 2月10日  | 1973年 5月15日  | 1973年转移给委内瑞拉海军，名为梭魚號，1981年出售报废                     |
| 鯕鰍號 Dorado          | SS-526          | 波士顿海军造船厂   | 不適用             | 不適用          | 不適用          | 取消建造                                                                 |
| 九帶鮨號 Comber        | SS-527          | 波士顿海军造船厂   | 不適用             | 不適用          | 不適用          | 取消建造                                                                 |
| 海豹魚號 Sea Panther   | SS-528          | 波士顿海军造船厂   | 不適用             | 不適用          | 不適用          | 取消建造                                                                 |
| 鮫鯊號 Tiburon         | SS-529          | 波士顿海军造船厂   | 不適用             | 不適用          | 不適用          | 取消建造                                                                 |
| 不適用                 | SS-537 – SS-544 | 波士顿海军造船厂   | 不適用             | 不適用          | 不適用          | 取消建造                                                                 |
| 不適用                 | SS-545 – SS-547 | 通用动力电船       | 不適用             | 不適用          | 不適用          | 取消建造                                                                 |
| 不適用                 | SS-548 – SS-550 | 朴茨茅斯海军造船厂 | 不適用             | 不適用          | 不適用          | 取消建造                                                                 |

## 博物馆船
目前有3艘丁鱥級潛艇作为博物馆船向公众展示，分别为：
- 背棘鯊號（英语：USS Thornback (SS-418)）  SS-418：土耳其海军更名S-338 烏盧奇阿里雷斯號，在伊斯坦布尔金角湾的Rahmi M. Koç博物馆（英语：Rahmi M. Koç Museum）展示。[37]
- 大西洋鱈號（英语：USS Torsk） SS-423：在美国马里兰州巴尔的摩内港的三号码头展示。[18]
- 鮫魚號（英语：USS Requin (SS-481)） SS-481：在美国宾夕法尼亚州匹兹堡的卡內基科學中心展示。[26]

## 图片集

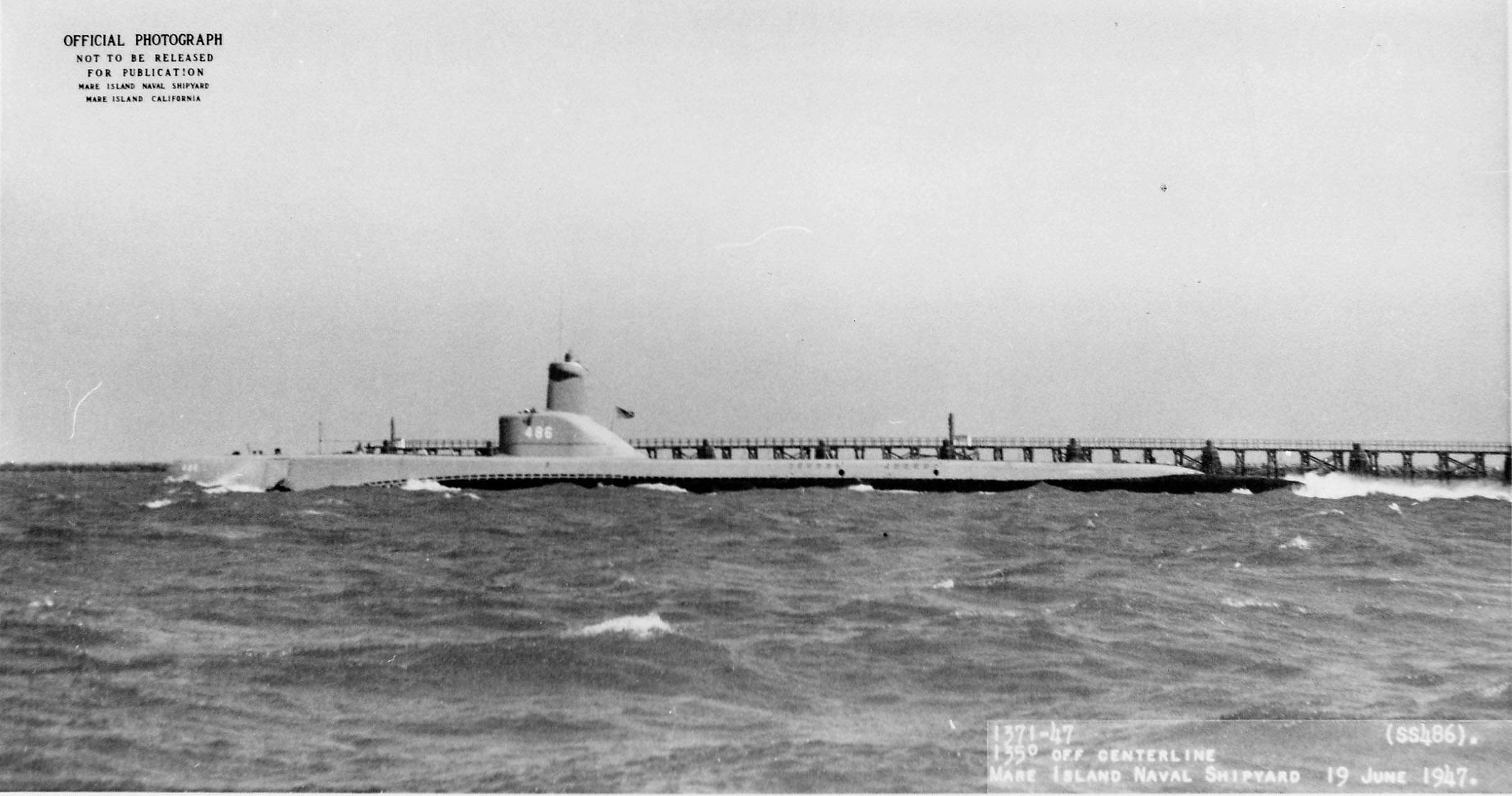
SS-486 波莫登魚號（英语：USS Pomodon (SS-486)）改装后
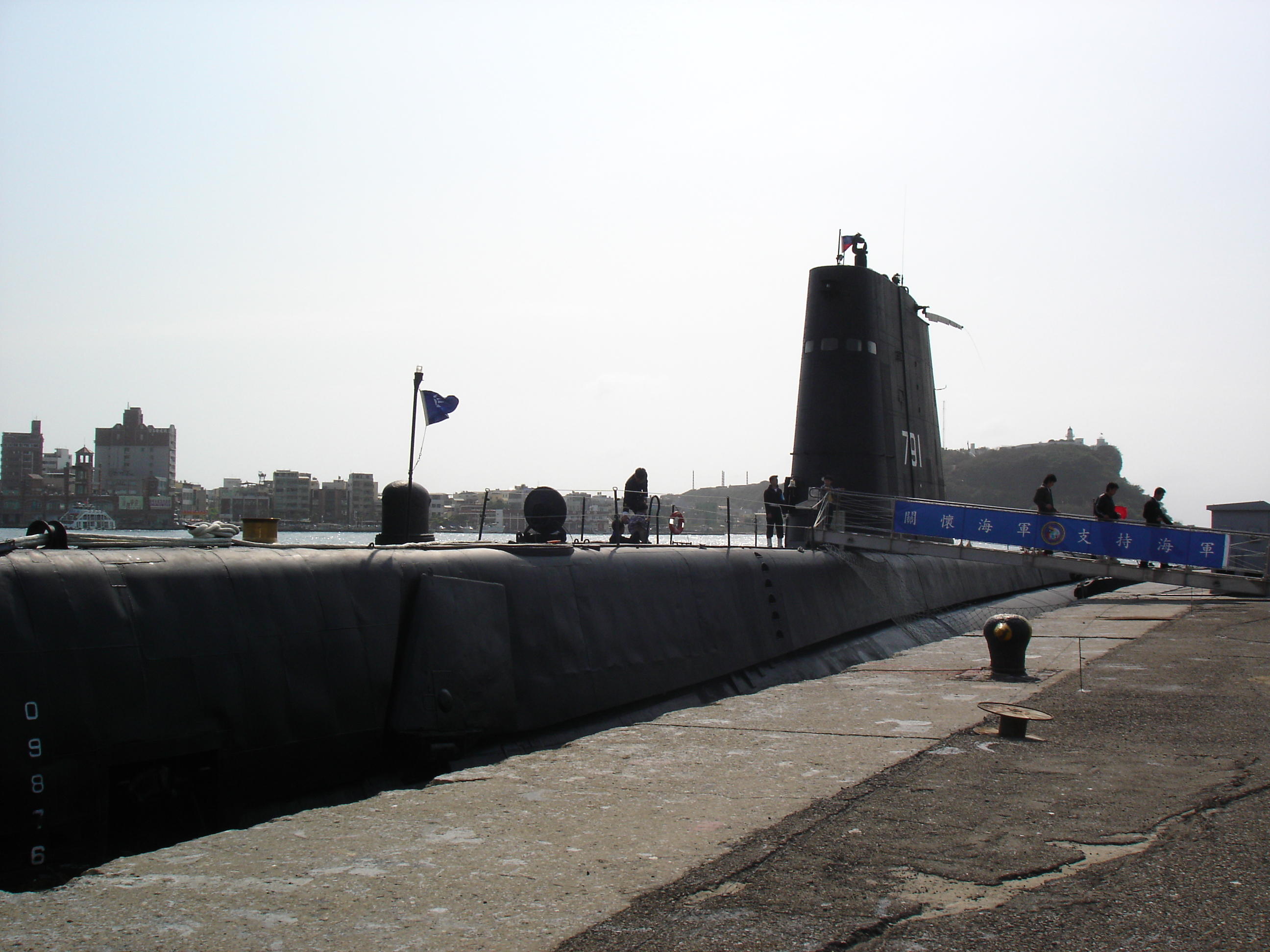
海獅號潛艇，中华民国海军
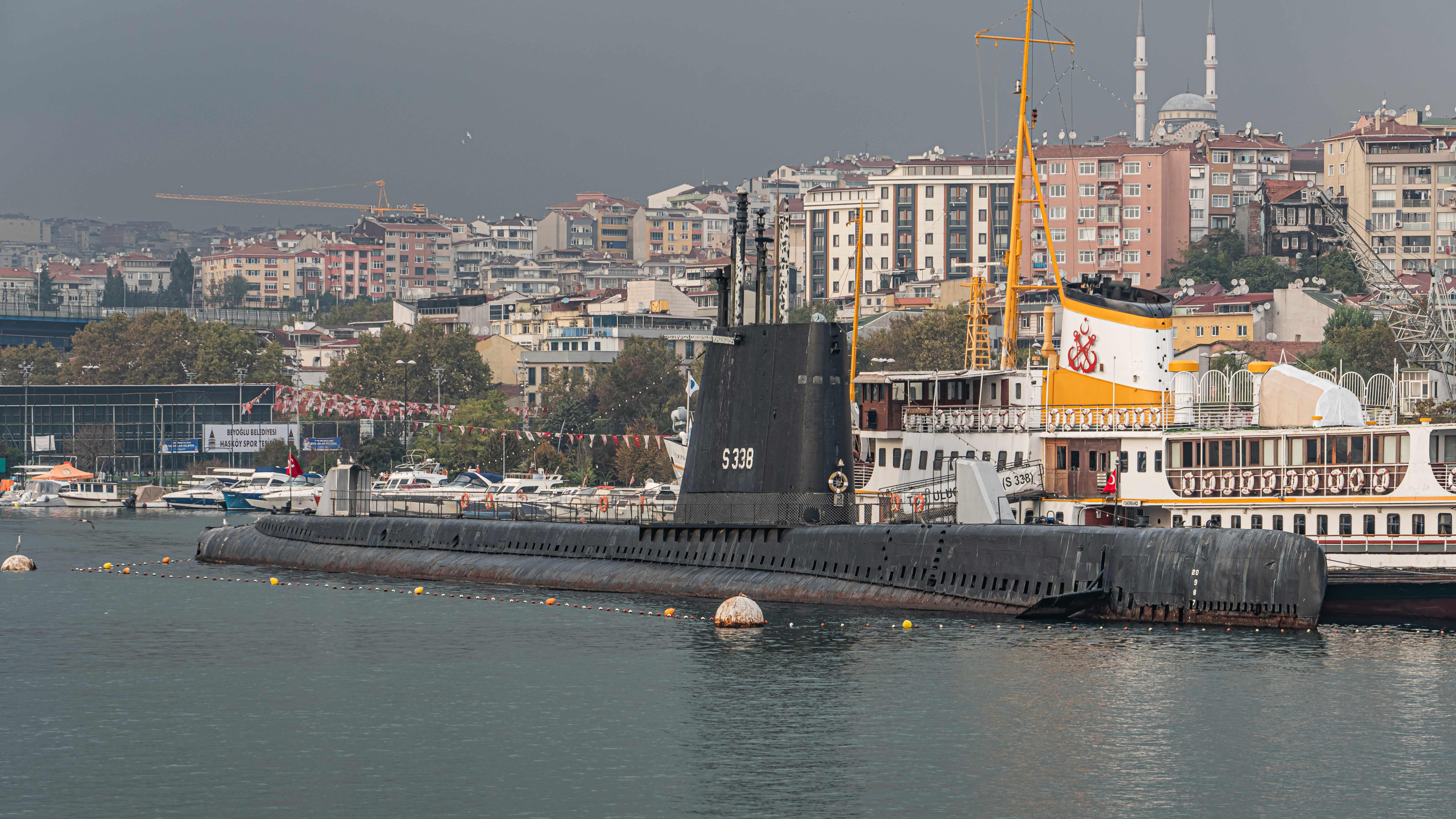
土耳其博物馆船，原土耳其海军S-338
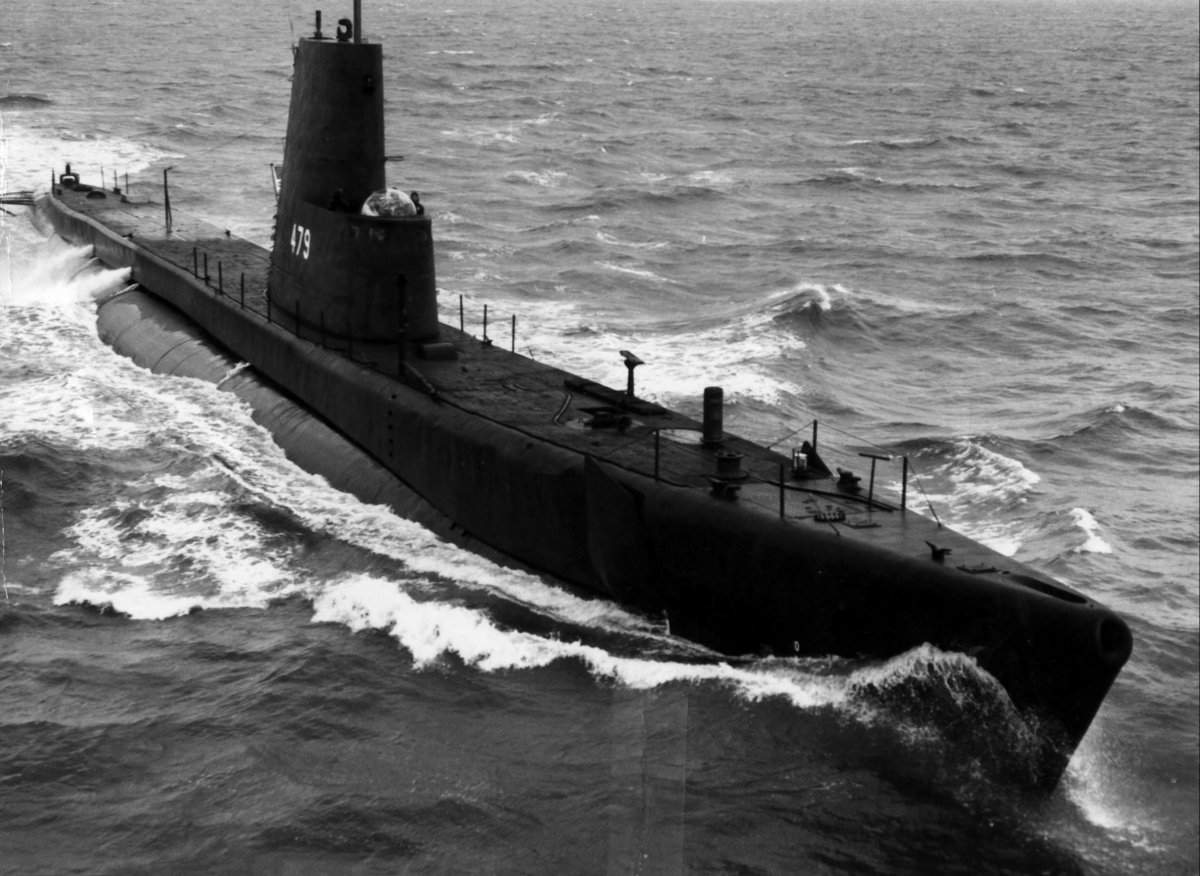
加齐号，巴基斯坦海军
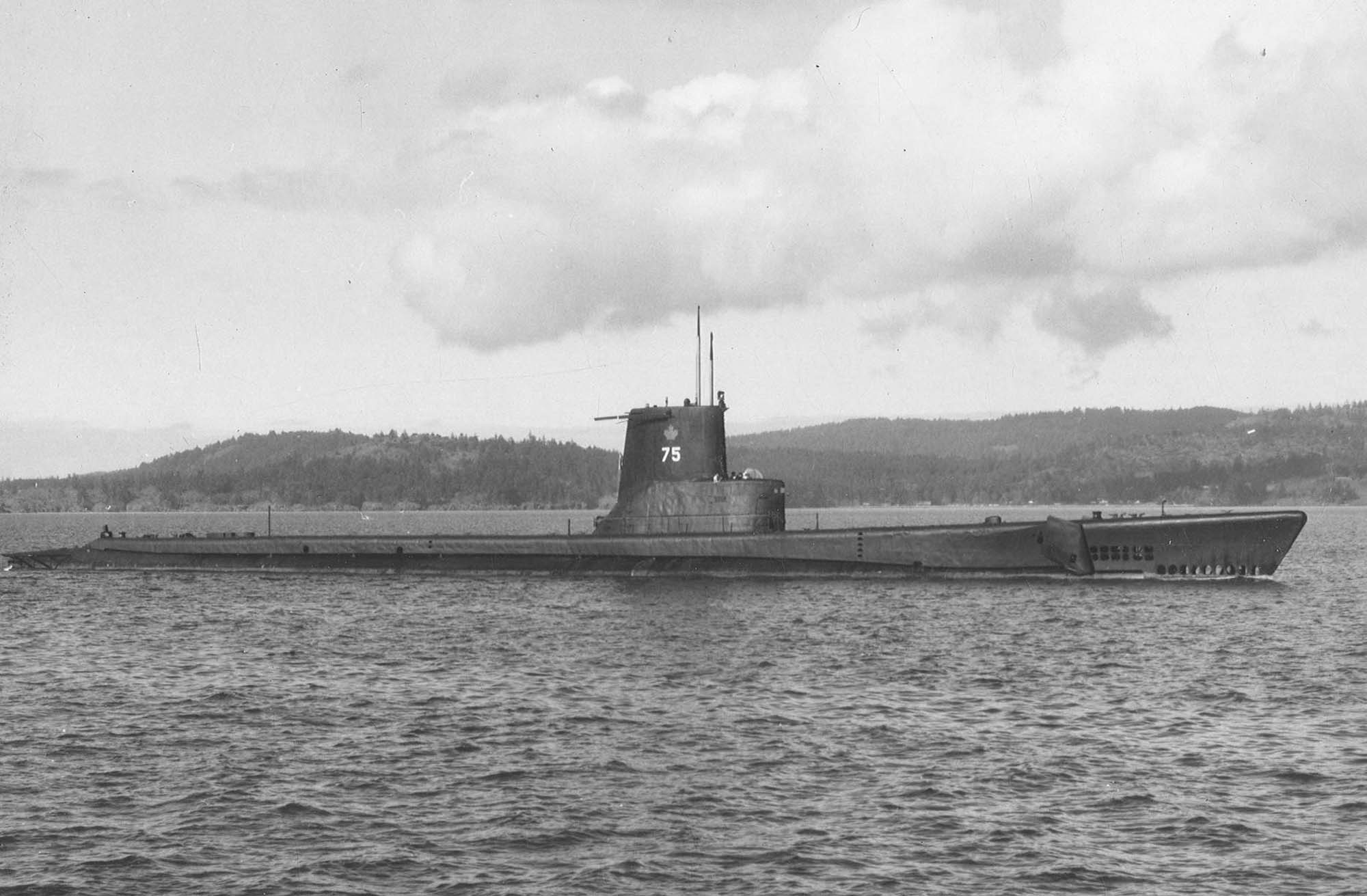
虹鱒號，加拿大皇家海军